# Platyscapa innumerabilis
Platyscapa innumerabilis is een vliesvleugelig insect uit de familie vijgenwespen (Agaonidae). De wetenschappelijke naam is voor het eerst geldig gepubliceerd in 1913 door Fullaway.